# Mörttjärnarna (Lycksele socken, Lappland, 720600-163793)
Mörttjärnarna är en sjö i Lycksele kommun i Lappland och ingår i Umeälvens huvudavrinningsområde.